# Alime Abdenanova
Alime Seitosmanovna Abdenanova (krimskotatarsko Alime Seitosman qızı Abdenanova), krimsko tatarska vojakinja, * 4. januar 1924, Kerč, Avtonomna socialistična sovjetska republika Krim, † 5. april 1944, Simferopol, Krim pod nacistično okupacijo
Alime Abdenanova je po začetku nemške okupacije Krima leta 1943 vodila izvidniško skupino, ki je zbirala podatke o položajih nemških in romunskih čet na celotnem polotoku Kerč, za kar je bila odlikovana z redom Rdeče zastave. Februarja so Nemci skupino ujeli. Abdenanovo so več kot mesec dni mučili, vendar svojim mučiteljem ni posredovala nobenih informacij. 5. aprila 1944, pri svojih dvajsteih letih, so jo usmrtili na obrobju Simferopola. 1. septembra 2014 je bila z ukazom Vladimirja Putina posmrtno razglašena za heroja Ruske federacije, s čimer je postala šestnajsta ženska in prva Krimska Tatarka s to titulo.

## Časti in zapuščina
Potem ko so Sovjeti aprila 1944 ponovno prevzeli nadzor nad Krimom, so častniki Rdeče armade obiskali njeno družino, kjer so poudarili njen pogum, izjavili so, da njenih dejanj ne bodo pozabili. Toda po deportaciji Krimskih Tatarov v Osrednjo Azijo so 18. maja preživele družinske člane deportirali v Uzbekistan, vključno z njeno babico, ki je pomagala izvidnikom, in sestro Azife, ki je bila med nemško okupacijo partizanka. Sovjetska vlada je vse Krimske Tatare razglasila za izdajalce, tudi tiste, ki so Rdeči armadi služili z največjo lojalnostjo. Zato tudi po večkratnih prošnjah, da bi Abdenanovo razglasilai za Heroja Sovjetske zveze, ni bila nikoli prejela tega naziva in je ostala javnosti večinoma neznana večino dobe sovjetske vladavine. Po padcu Sovjetske zveze so objavili literarna dela o njenih dejanjih med vojno kjer so jo imenovali "Krimska Zoja", kar je poleg aneksije Krima s strani Rusije leta 2014, pripomoglo k temu, da so jo 1. septembra 2014  zapoznelo razglasili za Heroja Ruske federacije.